# TVR No1
El TVR No1, TVR Número Uno o  TVR Number One es el primer auto fabricado por la firma británica TVR en 1949, siendo creado personalmente por el Trevor Wilkinson (fundador de TVR).

## Historia
El Señor Trevor Wilkinson (n.1923 - f.2008) en 1947 funda Trevcar Motors, Wilkinson se centró inicialmente en la reparación de viejos camiones militares y atracciones de feria, pero siempre mantuvo la pasión por los autos de carrera y posteriormente procedió a diseñar y construir su propio auto con partes de un Alvis. Se dio cuenta de su ambición dos años más tarde, cuando en 1949 se construyó el TVR No 1, usando un chasis multitubular (como todos TVR modernos) y un motor Ford 100E a lo que añadió su carrocería metálica. Este modelo lamentablemente ya no existe, ya que fue dañado en un accidente, aunque posteriormente regresa al construirse el TVR No2 (existente en la actualidad) y el TVR No3.